# Planète+ Aventure
Planète+ Aventure initialement Planète Forum puis Planète Future, Planète No Limit, Planète+ A&E ou Planète+ Aventure & Expérience est une chaîne de télévision payante française du Groupe Canal+ lui-même contrôlé par le groupe Bolloré, diffusant principalement des documentaires. Elle fait partie des chaînes Planète+ avec Planète+ Crime.

## Histoire
Planète Forum est créé le 2 septembre 1998. Elle est consacrée aux débats illustrés par un documentaire diffusé sur Planète 2.
Le 3 décembre 2001, Planète Forum change pour devenir Planète Future,. Sa programmation est alors modifiée et est centré sur le futur inspiré par la réalité et la fiction.
Planète Future évolue le 28 août 2004 en Planète Choc. La programmation est alors destinée à un public de 15 à 34 ans, la chaîne étant qualifiée de détonante et quelquefois provocante par Bruno Thibaudeau, le directeur général délégué des chaînes de MultiThématiques.
Le 6 février 2007, la chaîne devient Planète No Limit. Elle garde la même orientation mais supprime son côté téléréalité, trop critiqué.
À la suite des souhaits de MultiThématiques de se rapprocher de la chaîne mère du groupe, Canal+, elle devient en même temps que ses consœurs le 17 mai 2011 Planète+ No Limit.
Le 13 novembre 2013 Planète+ No Limit devient Planète+ A&E (Planète+ Aventure et Expérience) en association avec l'éditeur de programme américain A&E.
Le 1er juillet 2016, elle cesse sa diffusion sur Numericable pour n'être plus que sur CanalSat.
Depuis le 1er janvier 2017, Aventure & Expérience est toujours présent dans le logo, qui est désormais un peu plus foncé, et en fait toujours partie. Ce logo commençait déjà à apparaître pendant les publicités.
Le 17 février 2022, les chaînes Planète+ Crime Investigation et Planète+ A&E changent de nom pour devenir Planète+ Crime et Planète+ Aventure,, avec la fin de l'accord avec l'éditeur A&E Networks.

### Identité visuelle
À la suite de son changement de nom le 17 mai 2011, la chaîne adopte en même temps que ses déclinaisons un nouvel habillage créé par l'agence Gédéon. Ainsi, le rond du logo enclenche des ondes déstructurant la matière présente.

Premier logo de Planète Forum du 2 septembre 1998 au 3 septembre 1999
Logo de Planète Forum du 4 septembre 1999 au 1er septembre 2001
Premier logo projet de Planète Futur
Logo de Planète Future du 2 septembre 2001 au 30 octobre 2002
Logo de Planète Future du 1er novembre 2002 au 27 août 2004
Logo de Planète Choc du 28 août 2004 au 5 février 2007
Logo de Planète No Limit du 6 février 2007 au 16 mai 2011
Logo de Planète+ No Limit du 17 mai 2011 au 12 novembre 2013
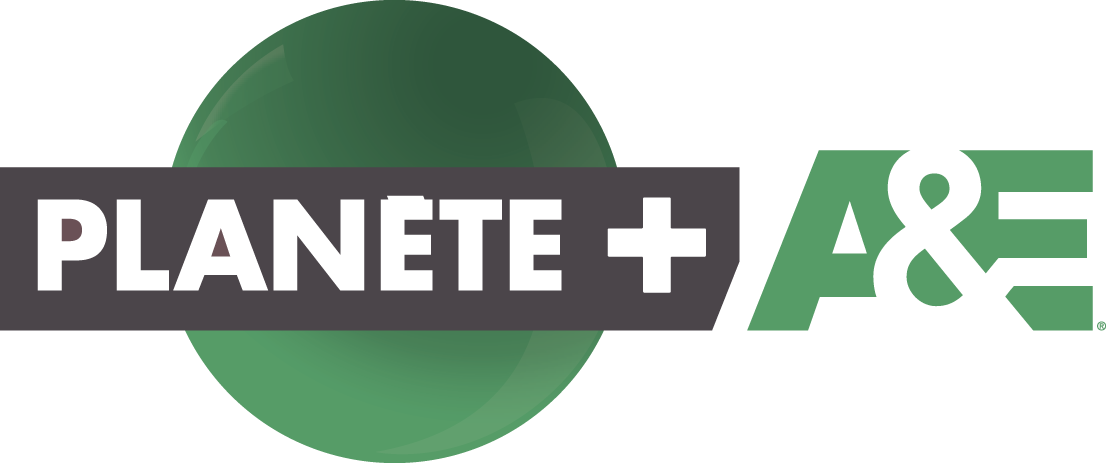
Logo de Planète+ A&E du 13 novembre 2013 au 25 janvier 2022.
Logo de Planète+ Aventure depuis le 25 janvier 2022.

### Slogans
- Planète Forum : « La chaîne où tout le monde parle »
- Planète Future : « En route vers le futur ! »
- Planète Choc : « Tout est possible ! »
- Planète No Limit puis Planète+ No Limit : « Vous n'avez encore rien vu ! »
- Planète+ Aventure & Expérience :   « La chaîne des vrais allumés »
- Planète+ Aventure : « Le réel passe à l'action »

## Organisation

### Dirigeants
Directrice du pôle découverte :
- Christine Cauquelin

Directrice des programmes :
- Delia Baldeschi

Responsable éditorial :
- Benoit Illes

### Capital
Planète+ A&E appartient à 100 % à MultiThématiques.

## Programmes
Planète+ Aventure & Expérience est une chaîne de documentaires et de factual entertainment (divertissement du réel). Elle raconte le quotidien de personnages hauts en couleur, d’aventuriers qui vivent leurs vies sans concessions.

### Programmes originaux
- L'insider (avec Alain Figlarz)
- Super-Héros, la face cachée
- Roller Girl
- R.I.P. Recherche Investigations Paranormal (4 saisons)
- L'atelier moto (Saison 1)
- L'atelier classic (Saison 2)
- L'atelier moto : Special Vintage (Saison 3)

### Programmes A&E
Planète+ Aventure & Expérience est le premier diffuseur en France en exclusivité des toutes dernières saisons des principales productions de A&E :
- Le détour du monde de Jack et Ozzy Osbourne
- Le mystère de l'or des confédérés
- Le Mystère d'Oak Island
- Pawn Stars
- Pawn Stars UK
- Shipping Wars : livraison impossible
- Shiping Wars UK
- Storage Wars : Enchères surprises
- Storage Wars Miami
- Rick Restaure Tout ! (American Restoration, les rois de la bricole)
- Appalaches Rebelles
- Ax Men
- Chasseurs de Bolides (Counting Cars)
- Chasseurs d'OVNI (UFO Hunters)
- Duck Dynasty
- La guerre des Bikers
- Le meilleur forgeron (Forged in Fire)
- Lost in transmission
- Sur la piste des Aliens (In Search of Aliens)
- J'ai filmé des fantômes (My Ghost Stories Caught on Camera)
- J'ai rencontré un fantôme (The Haunting of)
- LEEPU & PITBULL

### Programmes internationaux
- Ghost Adventures
- Les Traqueurs de fantômes (Ghost Hunters)
- Pawn Chic (Posh Pawn)
- Dominic Monaghan dans la nature (Wild Things with Dominic Monaghan)
- L'école des Royal Marines
- Douanes sous hautes surveillance
- Guy Martin, un champion a l'épreuve de la vitesse
- The believers
- Tourist Trophy, la course de l'extrême
- Urban Escape
- Wingsuit : vol à haut risques
- S.O.S la maison est hantée